# Jacques Euvremer
Jacques Euvremer est un homme politique français né le 15 janvier 1759 à Périers (Manche) et décédé le 4 avril 1799 au même lieu.
Il est député de la Manche de 1791 à 1792, siégeant dans la majorité.

## Sources
- « Jacques Euvremer », dans Adolphe Robert et Gaston Cougny, Dictionnaire des parlementaires français, Edgar Bourloton, 1889-1891 [détail de l’édition]